# Plano Annan para Chipre

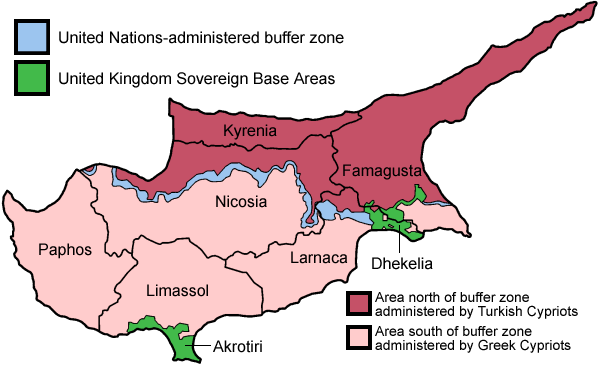
Mapa de Chipre dividido.

O Plano Annan (do nome do antigo Secretário Geral da ONU Kofi Annan) foi uma proposta das Nações Unidas para resolver a Questão de Chipre. A proposta sugere reestruturar a República de Chipre como “República Unida de Chipre", que seria uma federação de estados. Foi revisado várias vezes antes de ser colocado para o povo de Chipre em um referendo. Os cipriotas gregos rejeitaram a proposta por 76%, enquanto 65% dos cipriotas turcos aceitaram.

## Proposta

Bandeira proposta da República Unida de Chipre

O Plano Annan sofreu cinco revisões para chegar a sua versão final.  A quinta revisão do Plano Annan propôs a criação da República Unida de Chipre, que abrangeria a ilha de Chipre, em sua totalidade, exceto as Zonas Britânicas Soberanas. Este novo país deveria ser uma federação de dois Estados constituintes - o Estado Cipriota Grego e o Estado Cipriota Turco - unidos por um aparato do governo federal. :
Este nível federal pretendia ser vagamente baseado no modelo federal suíço, teria incorporado os seguintes elementos:
- Um Conselho Presidencial coletivo, composto de seis membros votantes, repartidos de acordo com a população (por níveis atuais, quatro cipriotas gregos e dois cipriotas turcos), e selecionados e votados pelo parlamento. Outros três membros não votantes seriam designados 2:1.
- Um Presidente e um Vice-Presidente, escolhidos pelo Conselho Presidencial dentre seus membros, um de cada comunidade, para alternar em suas funções a cada 20 meses durante o mandato do conselho de cinco anos.
- Uma legislatura bicameral:
  - Um Senado (câmara alta), com 48 membros, divididos 24:24 entre as duas comunidades.
  - Uma Câmara dos Deputados (câmara baixa), com 48 membros, divididos na proporção da população das duas comunidades (com não menos de 12 para a comunidade menor).
- A Suprema Corte composta de número igual de juízes cipriotas gregos e cipriotas turcos, além de três juízes estrangeiros, que seriam nomeados pelo Conselho Presidencial.

O plano incluía uma constituição federal, constituições para cada estado constituinte, uma série de leis constitucionais e federais, e uma proposta para uma bandeira da República Unida de Chipre e um hino nacional. Também previu uma Comissão de Reconciliação para aproximar as duas comunidades e solucionar disputas pendentes do passado.
Também teria estabelecido um limitado direito de retorno entre os territórios das duas comunidades, e teria permitido a Grécia e a Turquia manter uma presença militar permanente na ilha, embora com grandes, reduções graduais nos números de tropas.

## Referendo
Os referendos simultâneos em separado realizados em Chipre em 24 de abril de 2004 resultaram na maioria da população cipriota grego votando contra o Plano das Nações Unidas (75,38%), enquanto que a minoria da população cipriota turca votou favorável ao Plano (64,91%). A afluência foi elevada: 89,18% para os cipriotas gregos e 87% para os cipriotas turcos.
Os líderes políticos de ambos os lados (Tassos Papadopoulos e Rauf Denktaş) fizeram campanha por um voto "não", mas Mehmet Ali Talat fez campanha para um "sim", fortemente apoiada pela Turquia.
| Comunidade       | Sim     | Não     | Participação |
| ---------------- | ------- | ------- | ------------ |
| Cipriotas gregos | 24,17 % | 75,83 % | 88 %         |
| Cipriotas turcos | 64,90 % | 35,09 % | 87 %         |
| Total            | 31,42 % | 68,58 % | 87,7 %       |

| Número total de eleitores | Sim     | Não     |
| ------------------------- | ------- | ------- |
| Cipriotas gregos          | 99 976  | 313 704 |
| Cipriotas turcos          | 50 500  | 14 700  |
| Total                     | 150 500 | 328 500 |

Em sondagem à boca das urnas, 75% dos cipriotas gregos que votaram "não" citaram "questões de segurança" como a principal razão para a sua escolha. A Turquia, não só mais uma vez foi dado o direito de intervenção militar unilateral, mas teria permissão para manter um grande número de tropas em Chipre, após um acordo, enquanto a Guarda Nacional deveria ser dissolvida.
Um estudo acadêmico da resposta do eleitorado dos Estados ao Plano Annan mostra que foi condenado à rejeição nas urnas porque foi desenvolvido através de um "processo mal concebido da diplomacia secreta", que desconsiderou as opiniões do público cipriota. Este estudo preconiza que os futuros esforços devem incluir a consulta do público no processo de negociação.
Para os políticos a rejeição dos cipriotas gregos ao Plano ocorreu em função do seu desequilíbrio, que não incluía o retorno de todos os refugiados cipriotas gregos ao norte, mas metade deles (92 000 de 200 000); nem a completa expulsão dos colonos: 45.000 anteriormente instalados possuíam o direito de permanecer dos 140 000; ou a desmilitarização total da ilha: a Grécia e a Turquia seriam autorizadas a manter um contingente simbólico após 2018.
Além disso, o novo sistema político colocaria em prática uma partilha de poder entre cipriotas gregos e turcos que os gregos acreditavam ser demasiado favoráveis aos cipriotas turcos; oferecia uma opção para o lado turco de bloquear as decisões gregas e vice-versa, sob o equilíbrio político do executivo, legislativo e judicial. A super-representação da população cipriota turca em relação ao seu peso demográfico no âmbito do plano também foi um dos motivos da rejeição pelos cipriotas gregos.
Finalmente, a adesão segura de Chipre à União Europeia, sob a única autoridade grega e, independentemente do resultado do referendo, não pressionou os cipriotas gregos ao acordo. Apesar de suas reticências, os dirigentes europeus, finalmente concordaram com a adesão devido à pressão da Grécia ameaçando bloquear os outros nove candidatos definidos para a União Europeia em 2004 (Estônia, Hungria, Letônia, Lituânia, Malta, Polônia, República Checa, Eslováquia e Eslovênia) se Chipre não fosse incluído entre esses países.